# Secunderabad

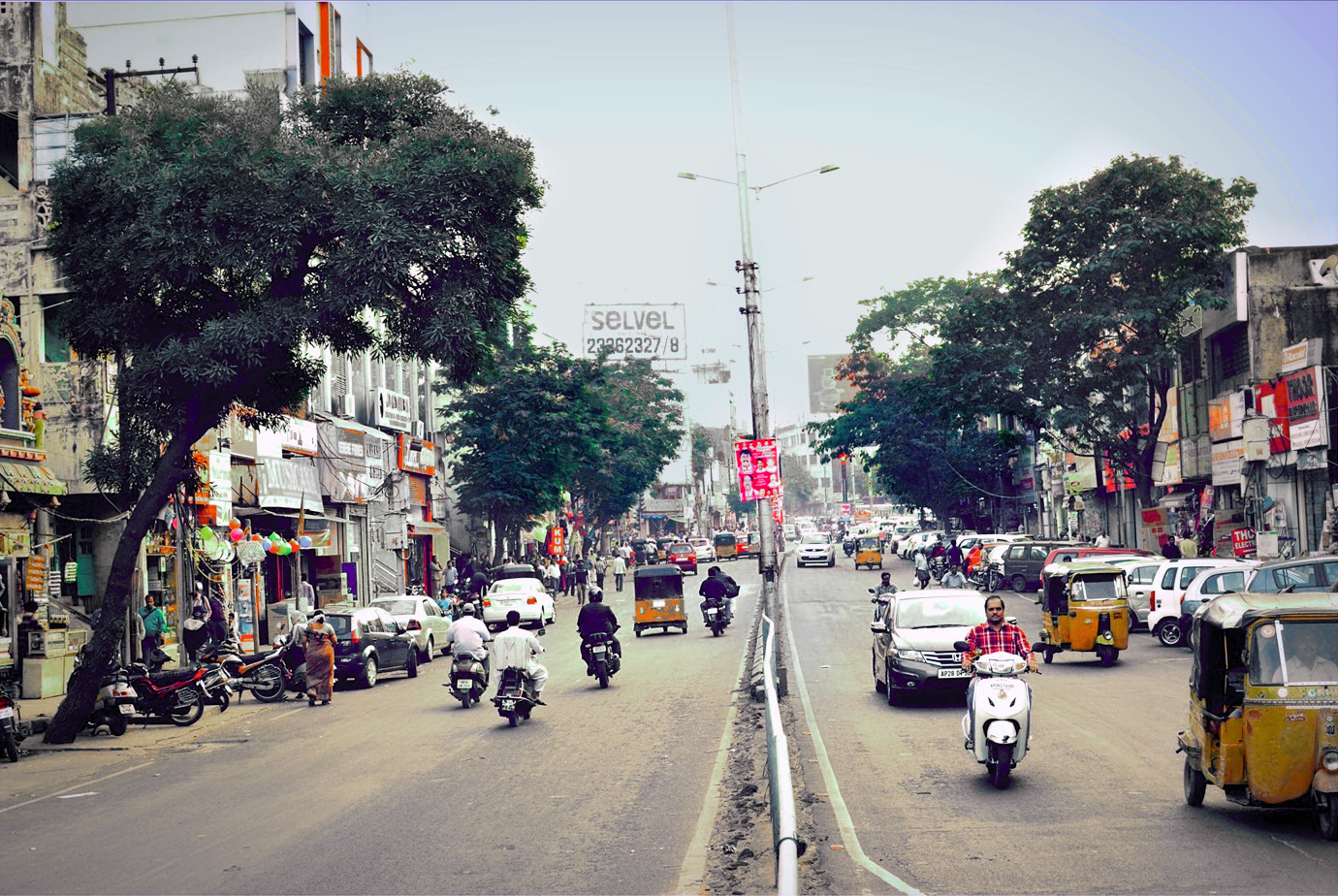
RP Road, Secunderabad

Secunderabad (Telugu: సికింద్రాబాద్; auch Sikanderabad) ist eine Stadt im indischen Bundesstaat Telangana mit rund 214.000 Einwohnern (Volkszählung 2011). Sie ist die Zwillingsstadt von Hyderabad, von dem es durch den Hussain-See getrennt ist. Am östlichen Seeufer ist sie bereits mit Hyderabad zusammengewachsen, weshalb sie oft nicht mehr als eigenständige Stadt, sondern als ein Teil Hyderabads empfunden wird.

## Geschichte
Secunderabad wurde im 18. Jahrhundert als englische Garnisonsstadt gegründet und nach dem dritten Nizam der Asaf-Jahi-Dynastie, Sikander, benannt. 1850 wurde auch die Basilika Mariä Himmelfahrt errichtet. Infolge der starken Präsenz von Briten gründeten christliche Missionare in der Stadt mehrere Klosterschulen. Sir Ronald Ross begann in Secunderabad seine Studien zur Erforschung von Malaria. 
Die Stadt entwickelte sich zu einem wichtigen Zentrum der indischen Telekommunikations- und Solarindustrie.
Am 8. Juni 2013 starben beim Einsturz des zweistöckigen City Light Hotels mindestens 16 Menschen.

## Transport und Verkehr

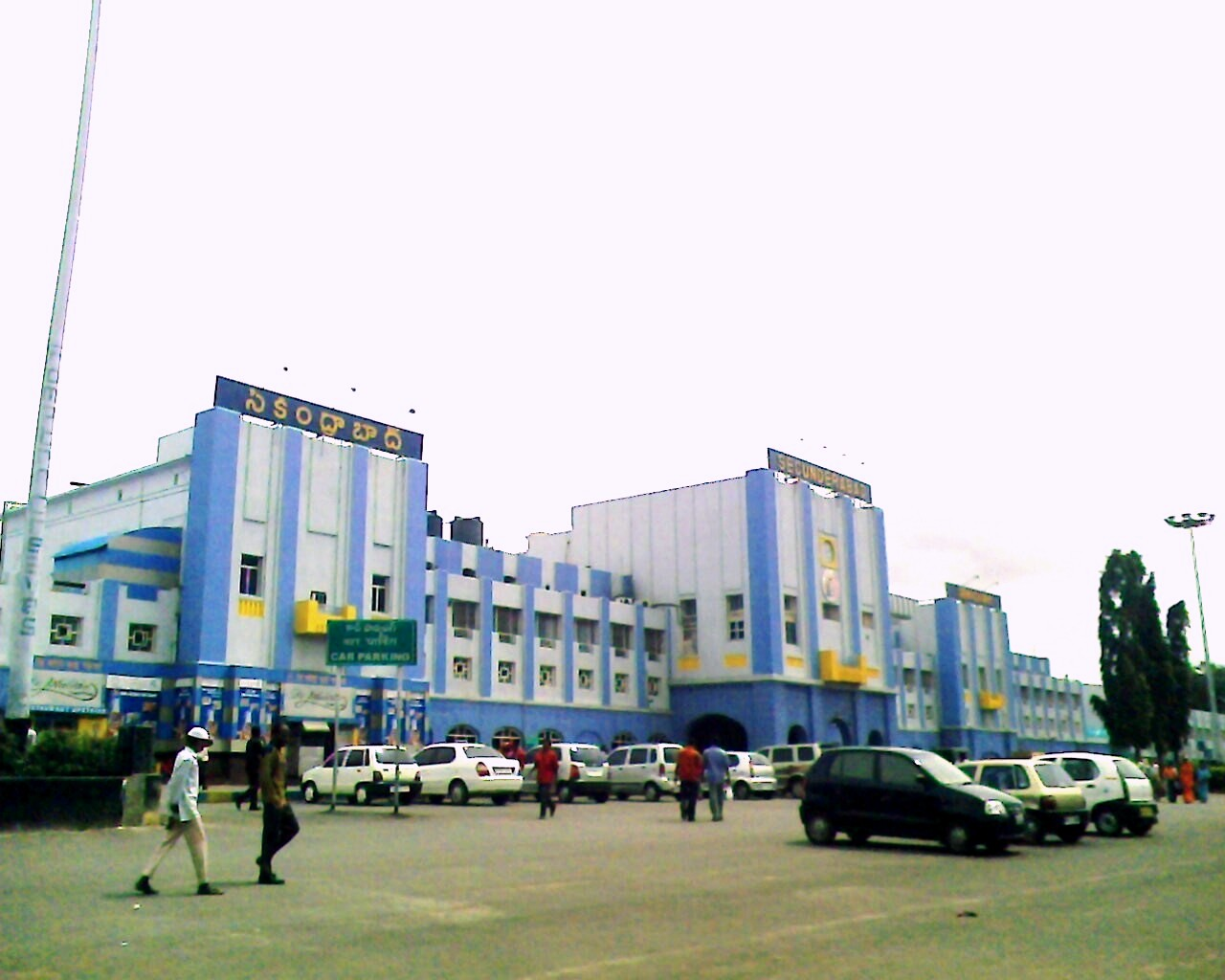
Hauptbahnhof von Secunderabad

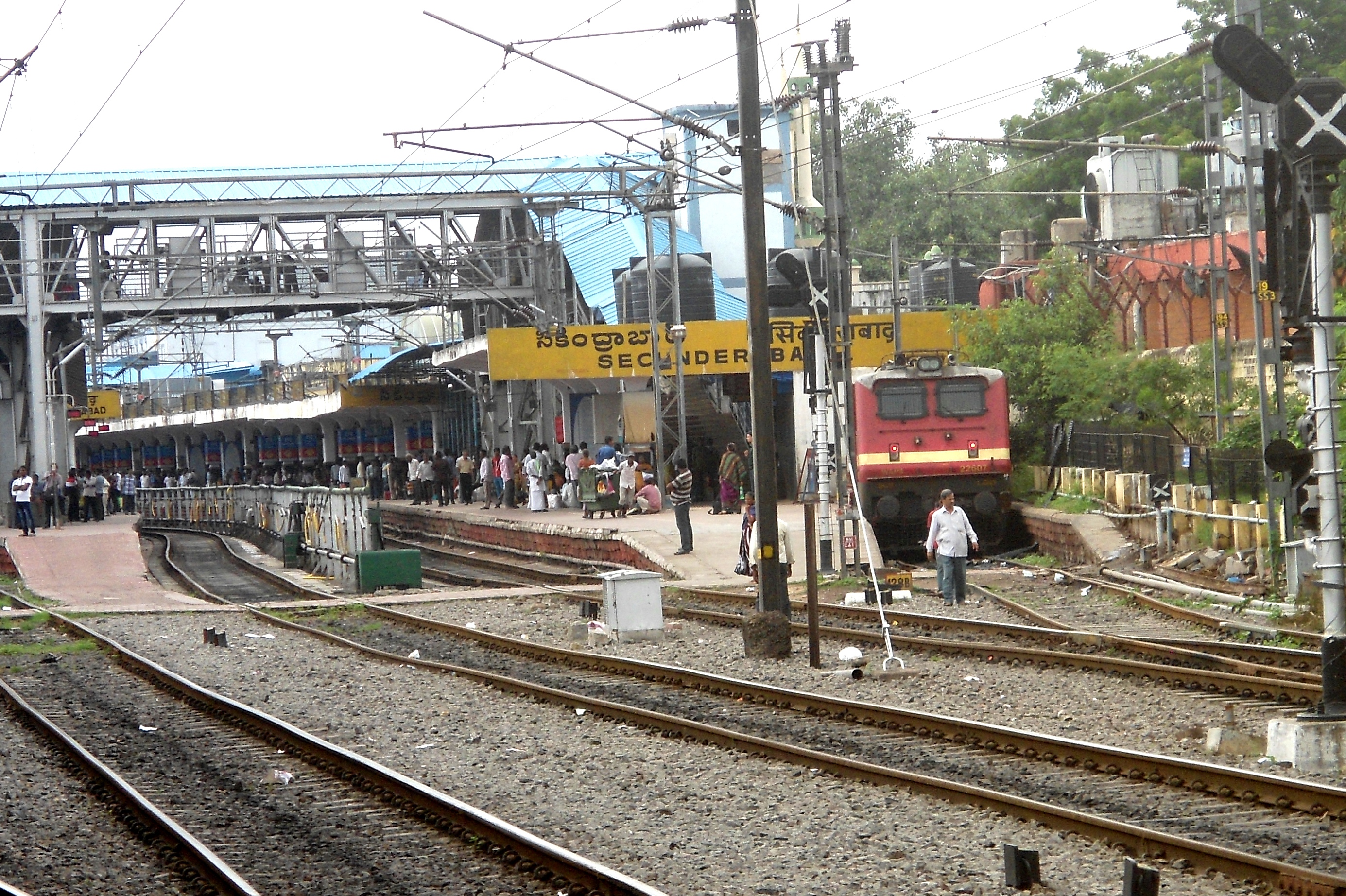
Einfahrt in den Hauptbahnhof Secunderabad

Die Stadt liegt mit ihrem Bahnhof (Secunderabad Junction railway station, meist kurz Secunderabad Junction genannt), einem der verkehrsreichsten Bahnhöfe Indiens, in der South Central Railway Zone der indischen Eisenbahngesellschaft Indian Railways. Zudem ist die Jubilee Bus Station in Secunderabad ein Knotenpunkt des Busnetzes der Telangana State Road Transport Corporation (TSRTC). Nahe der Stadt befindet sich der Begumpet-Flughafen.

## Söhne und Töchter der Stadt
- Joseph Antic (1931–2016), Hockeyspieler
- Tulsidas Balaram (1936–2023), Fußballspieler
- Dharmalingam Kannan (1936–2006), Fußballspieler
- Mahzarin R. Banaji (* 1956), indisch-amerikanische Sozialpsychologin
- Sunil Chhetri (* 1984), Fußballspieler
- Vishnu Vardhan (* 1987), Tennisspieler
- Nandini Agasara (* 2003), Siebenkämpferin